# 瓦杜伊澤鄉
47°53′23″N 23°55′52″E / 47.8897°N 23.9311°E
瓦杜伊澤鄉（羅馬尼亞語：Comuna Vadu Izei, Maramureș），是羅馬尼亞的鄉份，位於該國西北部，由馬拉穆列什縣負責管轄，面積14平方公里，海拔高度314米，2007年人口2,923，人口密度每平方公里203人。